# Ricardinho (futebolista)
Ricardo Alexandre dos Santos, mais conhecido como Ricardinho (Passos, 24 de junho de 1976) é um ex futebolista brasileiro. Jogava como volante, sendo ídolo do Cruzeiro Esporte Clube durante a década de 90. É o jogador recordista de títulos do Cruzeiro Esporte Clube, tendo participado da campanha de 15 conquistas do clube.

## Títulos
Cruzeiro
- Copa Libertadores da América:  1997
- Recopa Sul-Americana: 1998
- Copa do Brasil: 1996, 2000
- Copa Sul Minas: 2001 e 2002
- Copa Centro-Oeste: 1999
- Campeonato Mineiro: 1994, 1996,1997,1998
- Copa Master da Supercopa: 1995
- Copa Ouro: 1995
- Supercampeonato Mineiro: 2002
- Copa dos Campeões Mineiros: 1999

Kashima Antlers
- Copa A3 Mazda: 2003

### Prêmios individuais
- Bola de Prata: 1996 e 2000